# Megaspilidae
Megaspilidae is een familie van vliesvleugelige insecten.

## Geslachten
- Conostigmus  (95)
- Creator  (1)
- Dendrocerus Ratzeburg, 1852 (31)
- Holophleps  (1)
- Lagynodes  (5)
- Megaspilus  (2)
- Platyceraphron  (2)
- Trichosteresis  (2)
- Typhlolagynodes  (1)